# ان‌جی‌سی ۵۰۱
ان‌جی‌سی ۵۰۱ (انگلیسی: NGC 501) یک کهکشان بیضی شکل در صورت فلکی ماهی است و تقریباً ۲۲۴ میلیون سال نوری از سامانه خورشیدی فاصله دارد.